# Her Artistic Temperament
Her Artistic Temperament è un cortometraggio muto del 1911 diretto da Harry Solter e prodotto dalla Lubin.

## Trama
Una ragazza di campagna scrive a casa magnificando la vita della grande città, mentre, in realtà, l'esperienza da lei vissuta è stata disastrosa.

## Produzione
Il film fu prodotto dalla Lubin Manufacturing Company.

## Distribuzione
Distribuito dalla General Film Company, il film - un cortometraggio in una bobina - uscì nelle sale statunitensi il 20 marzo 1911.